# Lode Hancké
Lode Hancké (Antwerpen, 4 juli 1934) is een Belgisch voormalig politicus voor de BSP / SP.

## Levensloop
Lode Hancké was een zoon van Charles Hancké (Antwerpen, 21 februari 1900 - 25 december 1947), provincieraadslid van de BSP voor het kiesdistrict Antwerpen. Beroepshalve was hij journalist bij de Volksgazet. Later werkte hij mee aan het tijdschrift Brood & Rozen.
Hij werd zelf ook politiek actief voor de BSP en later de SP. Voor deze partij was hij van 1971 tot 1982 gemeenteraadslid en schepen van Berchem, waarna hij van 1983 tot 1994 gemeenteraadslid van Antwerpen was.
Hancké werd in 1977 voor het arrondissement Antwerpen verkozen tot lid van de Kamer van volksvertegenwoordigers. Hij vervulde dit mandaat tot in november 1981. Hij werd vervolgens gecoöpteerd senator tot in 1983 en van 1983 tot 1995 was hij opnieuw volksvertegenwoordiger. In de periode mei 1977-oktober 1980 zetelde hij als gevolg van het toen bestaande dubbelmandaat ook in de Cultuurraad voor de Nederlandse Cultuurgemeenschap, die op 7 december 1971 werd geïnstalleerd. Vanaf 21 oktober 1980 tot november 1981, en opnieuw van februari 1983 tot mei 1995, was hij lid van de Vlaamse Raad, de opvolger van de Cultuurraad en de voorloper van het huidige Vlaams Parlement. Van maart 1989 tot mei 1995 zat hij er de SP-fractie voor. Sinds 4 november 1997 mag hij zich erefractievoorzitter noemen. Die eretitel werd hem toegekend door het Bureau (dagelijks bestuur) van het Vlaams Parlement. 
In 1999 trok Hancké zich uit de politiek en de socialistische partij terug vanwege meningsverschillen met de partijleiding. In een lezersbrief gepubliceerd in Humo (14 september 2005) bekritiseerde hij de invloed van de vrijmetselarij binnen de Socialistische Partij.
Hij was voorzitter van de Vereniging voor de Studie van het Werk van Hendrik de Man.

## Publicaties
- Travaillisme? De toekomst der arbeidersbewegingen in België, Brussel, D.A.P. Reinaert, 1968.
- Jan van Rijswijck. Boegbeeld van het sociale liberalisme, Gent, Liberaal Archief, 1993.
- De Antwerpse burgemeesters van 1831 tot 2000. Van Le Grelle tot Detiège, Antwerpen, De Vries-Brouwers, 2000.
- Antwerpen boven! Leopold II, de Antwerpse Kwestie sinds 1863 en de Grote Doorsteek, 1894-1914, Antwerpen, 2009.

- International Standard Name Identifier: 0000 0000 3575 1112
- Library of Congress Control Number: n94071798
- Nationale Bibliotheek van Israël: 987007334123105171
- Nederlandse Thesaurus van Auteursnamen: 071075283
- Virtual International Authority File: 41072231
- WorldCat: E39PBJfh6dthGBm6yXWX9Vqmh3